# MTV (kênh truyền hình Liên hiệp Anh và Ireland)
MTV là một kênh truyền hình trả tiền của Anh tập trung vào chương trình truyền hình thực tế và âm nhạc do Paramount Networks UK & Australia điều hành.
Kênh ra đời như một phần của chiến lược bản địa hóa của MTV Networks Châu Âu vào năm 1997. MTV UK (trước đây là MTV UK & Ireland; MTV One) được ra mắt vào ngày 1 tháng 7 năm 1997. Kênh được khởi động để cung cấp cho khán giả những nghệ sĩ địa phương và nội dung âm nhạc phù hợp hơn. Trước khi bản địa hóa MTV ở Châu Âu, khu vực này được phục vụ bởi MTV Châu Âu ra đời vào ngày 1 tháng 8 năm 1987. Kể từ tháng 2 năm 2011, MTV chỉ là một kênh giải trí.
Kênh có hơn 10 triệu gia đình ở Vương quốc Anh và Ireland. 

## Phủ sóng
Ngay từ khi thành lập, kênh MTV UK (sau đó được đặt tên là MTV UK & Ireland), đã phục vụ cho khán giả Vương quốc Liên hiệp Anh và Ireland. Trong một thời gian ngắn, kênh được phát sóng miễn phí tại New Zealand từ tháng 7 năm 1997 đến tháng 6 năm 1998 theo một thỏa thuận đặc biệt giữa TVNZ và MTV Networks Europe. Kênh được phát trên analog từ vệ tinh Astra 1A như một phần của gói thuê bao Sky Multichannels. Vào tháng 4 năm 2001, kênh này trở thành kênh chỉ phát cho kỹ thuật số ở Vương quốc Anh và Ireland.

## Lịch sử

### 1987–2001
MTV lần đầu tiên có mặt ở Vương quốc Anh khi MTV Châu Âu ra mắt vào ngày 1 tháng 8 năm 1987. Ngày 1 tháng 7 năm 1997, lúc 06:00 giờ Tây Âu, MTV UK bắt đầu phát sóng ở Vương quốc Anh và Ireland. Video clip đầu tiên được phát sóng là "Three Lions" của The Lightning Seeds.
MTV UK & Ireland được ra mắt vào ngày 1 tháng 7 năm 1997 như một phần trong chiến lược bản địa hóa khu vực của MTV Networks Europe. MTV đã ra mắt một kênh dành riêng cho Vương quốc Anh và Ireland để nhắm mục tiêu cạnh tranh trên thị trường. MTV UK & Ireland ra mắt với nội dung chuyên biệt gồm các chương trình ăn khách của MTV Châu Âu bao gồm Top 20 Euro, MTV Select, MTV News, MTV News Weekend Edition, Non-Stop Hits, US Top 20 Hitlist UK, Stylissimo, The Big Picture, Up 4 It và The Lick. Kênh chủ yếu quảng bá chương trình âm nhạc và âm nhạc nói tiếng Anh.
Năm 1999, MTV Networks Europe thông báo rằng họ sẽ mở rộng danh mục kênh của mình ở Vương quốc Anh và Ireland. Ngày 1 tháng 7 năm 1999, MTV ra mắt MTV Base và MTV Extra. MTV UK & Ireland cũng tái thương hiệu với một lịch chiếu và chương trình phát sóng trực tuyến mới.

### 2002–2010
Năm 2002, MTV bắt đầu phát sóng chương trình từ MTV US, tương tự như các kênh MTV khác ở Châu Âu. MTV bắt đầu bỏ một số chương trình bản địa hóa để chuyển sang các chương trình MTV US. Những chương trình này bao gồm Jackass, Date My Mom và Dismissed. Bất chấp những nỗ lực có chủ đích nhằm phát các loại video ca nhạc nhất định ở chế độ phát luân phiên hạn chế, MTV đã giảm đáng kể số lần phát tổng thể của các video ca nhạc trong suốt thập kỷ đầu tiên của những năm 2000. Trong khi các video âm nhạc thống trị kênh vào đầu năm 2000-2002, tốc độ phát nhạc luân phiên giảm nhanh chóng. Xu hướng tương tự cũng được ghi nhận trên các kênh MTV châu Âu khác và các kênh chị em khác ở Mỹ.
Vào tháng 7 năm 2007, MTV ở Vương quốc Anh được đổi tên thành "MTV One" với một thương hiệu mới ra mắt trên hầu hết các kênh MTV. MTV2 đã được đổi tên thành "MTV Two" để theo thương hiệu nhất quán trên các kênh. Quảng cáo bắt đầu vào ngày 1 tháng 7 năm 2007 với tiêu đề 'MTV New 22.07.07'. Việc đổi thương hiệu đã khiến người xem tương tác với kênh. Đầu năm 2009, có thông báo rằng MTV One sẽ được đổi tên thành MTV và chuyển thời gian một giờ MTV One +1 thành MTV +1 vào ngày 1 tháng 7 năm 2009.
Ngày 1 tháng 2 năm 2011, MTV xóa toàn bộ nhạc khỏi kênh và chuyển nó sang kênh MTV Music mới khai trương; âm nhạc duy nhất còn lại là chuỗi MTV Most Wanted không thường xuyên. Kênh đã trở thành một kênh giải trí tổng hợp và được chuyển sang phần giải trí của Sky's EPG ở kênh 126, với MTV +1 chuyển sang số 160. Động thái này đã dẫn đến tỷ lệ khán giả của kênh tăng gần 150% trong 6 tuần sau khi thay đổi, trong khi lượt xem giảm gần 20% trên Virgin Media trong cùng thời kỳ, nơi kênh vẫn chưa di chuyển.  Vào ngày 29 tháng 5 năm 2013, MTV đã được chuyển sang mảng giải trí của Virgin Media's EPG trên kênh số 134.
MTV một lần nữa được đổi thành logo hiện tại vào ngày 1 tháng 7 năm 2011 và bắt đầu phát sóng trên màn ảnh rộng 16:9 cùng lúc. Một chương trình mô phỏng độ nét cao của MTV ra mắt vào ngày 13 tháng 2 năm 2012 trên Sky ở Vương quốc Anh và Ireland.

## Người dẫn chương trình
- Becca Dudley (2012– nay)
- Bluey Robinson (2012–2016)
- Laura Whitmore (2008–2016)

- Rickie Haywood Williams
- Melvin O'Doom
- Joel Dommett
- Lilah Parsons
- Trevor Nelson
- Michael Gibson
- Simone Angel
- Justin Lee Collins
- Donna Air
- DP Fitzgerald[8]
- Danann Breathnach
- Tim Kash
- Zane Lowe
- Sara Cox
- Alex Zane
- June Sarpong
- Greg James
- Sarah Cawood
- Emma Ledden
- Lisa Snowdon
- Kelly Brook
- Richard Blackwood
- Cat Deeley
- Edith Bowman
- Russell Brand
- Dave Berry
- Anthony Crank
- Eddy Temple-Morris
- Emma Willis
- Alice Levine
- Dane Bowers

## Chương trình

### Chương trình sản xuất tại Anh
- MTV News (1997-2019)
- Geordie Shore (2011–nay)
- Ex on the Beach (2014–nay)
- Teen Mom UK (2016–nay)
- Just Tattoo of Us (2017–nay)
- The Charlotte Show (2018–2019)
- True Love or True Lies (2018–2019)
- MTV Top 40 (2019)
- MTV Cribs UK (2019)
- Celebs on the Farm (2021–present) (moved from Channel 5)

### Chương trình liên châu Âu
- Plain Jane
- MTV Movies
- MTV Push (2009–nay)
- MTV World Stage (2009–nay)
- Euro Top 20 (1990–2009)
- MTV Iggy (2008–2009)
- Crispy News (2009–2010)
- My Super Sweet 16
- Pimp My Ride
- Teen Dad
- MTV At The Movies

### Các chương trình cũ của MTV UK và Ireland
- Million Dollar Baby (2018)
- Single AF (2017)
- Pimp My Ride UK (2005-2007)
- The Valleys (2012-2014)
- Beauty School Cop Outs (2013)
- MTV Digs (2009–2011)
- MTV Bang (2010–2011)
- Kerry Katona: Crazy in Love (2007–2008)
- The Mighty Moshin' Emo Rangers (2007–2008)
- Living on the Edge (2007–2008)
- Crazy in Love (2008)
- Fur TV (2008)
- Totally Jodie Marsh: Who'll Take Her Up the Aisle?
- Strutter
- 1 Leicester Square
- Dirty Sanchez
- Brand: New (1999–2002)
- Select MTV (1996–2001)
- Videoclash (2000–2001)
- US Top 20 (1987–2002)
- Hitlist UK (1992–2002)
- Hitlist International (2004)
- Hitlist US (2004)
- Irish Top 5 (2004)
- On Call (2001)
- 3XLive (1999)
- MTV News Daily Edition (1999–2001)
- MTV News Weekend Edition (1997–2002)
- MTV News Cube (2008)
- MTV Bytesize (1999–2002)
- MTV Txt Request (2001–2002)
- MTV Amour (1996–1998)
- The Lick with Trevor Nelson
- Daily Chart Show Live (2001)
- Videoclash Live (2002)
- Partyzone (1987–2004)
- Totally Boyband
- Non-Stop Hits (1997–1999)
- Mad 4 Hits (1998–2001)
- MTV Hot (1997–1998)
- Up 4 It (1997–1998)
- MTV Amour (1997–1998)
- TRL UK (2003–2005)
- FYI (2007)
- Totally Scott-Lee (2005)
- MTV Dance Mix
- MTV Biggest Hits

### Các chương trình khác được nhập từ kênh của Mỹ
- Acceptable.TV
- Blue Mountain State
- Drawn Together
- Pretty Little Liars
- Hellcats
- The Secret Life of the American Teenager
- South Park (2005–2013)
- Star (2018–nay)
- Miss Farah (2021-nay)
- The L.A. Complex
- The Fresh Prince of Bel-Air
- Audrina

## Logo

Logo gốc của MTV được sử dụng từ 1997 đến 2007 và một lần nữa từ 1 tháng 7 năm 2009 đến 1 tháng 7 năm 2011.
Logo MTV One được sử dụng từ ngày 22 tháng 7 năm 2007 đến ngày 30 tháng 6 năm 2009.Logo MTV One được sử dụng từ ngày 22 tháng 7 năm 2007 đến ngày 30 tháng 6 năm 2009.
Logo MTV được sử dụng từ ngày 1 tháng 7 năm 2011 đến ngày 14 tháng 9 năm 2021.
Logo MTV được sử dụng từ ngày 14 tháng 9 năm 2021 – hiện tại.

## Giải thưởng và đề cử
| Năm  | Hiệp hội                  | Hạng mục             | Tác phẩm đề cử | Kết quả |
| ---- | ------------------------- | -------------------- | -------------- | ------- |
| 2017 | Diversity in Media Awards | Chương trình của năm | MTV UK         | Đề cử   |